# Напавајн (Вашингтон)
Напавајн (енгл. Napavine) град је у америчкој савезној држави Вашингтон. По попису становништва из 2010. у њему је живело 1.766 становника.

## Демографија
Према попису становништва из 2010. у граду је живело 1.766 становника, што је 405 (29,8%) становника више него 2000. године.
| Група             | 2000.         | 2010.         |
| Белци             | 1.239 (91,0%) | 1.547 (87,6%) |
| Афроамериканци    | 2 (0,1%)      | 3 (0,2%)      |
| Азијати           | 2 (0,1%)      | 14 (0,8%)     |
| Хиспаноамериканци | 78 (5,7%)     | 123 (7,0%)    |
| Укупно            | 1.361         | 1.766         |